# Joseph Fesch
Joseph Fesch (Ajaccio, 3 gennaio 1763 – Roma, 13 maggio 1839) è stato un cardinale, diplomatico, arcivescovo cattolico e collezionista d'arte francese di origine corsa; era fratello uterino di Letizia Ramolino, madre di Napoleone Bonaparte.

## Biografia
Nacque a Ajaccio il 3 gennaio 1763 da Octave Fesch, ufficiale di marina genovese di origini svizzere che si era convertito dal protestantesimo al cattolicesimo in occasione del matrimonio, e da Angela Maria Pietrasanta, già vedova di Giovanni Gironimo (o Gian Girolamo) Ramolino e madre di una bambina, Letizia Ramolino, la futura madre di Napoleone.
Fu avviato al sacerdozio prima della rivoluzione francese: studiò nel seminario di Aix-en-Provence, fu ordinato presbitero nel 1787 e ritornò subito dopo in Corsica. Con lo scoppio della rivoluzione francese cambiò prospettive di vita: nel 1790 giurò la Costituzione civile del clero, in seguito gettò l'abito talare e nel 1796 divenne commissario dell'esercito francese, guidato dal nipote, nella prima campagna d'Italia.
Ottenne di rientrare nella Chiesa cattolica dopo che Napoleone ebbe firmato con Pio VII il Concordato del 1801. Il 4 agosto 1802 fu nominato arcivescovo di Lione e pochi mesi dopo, nel concistoro del 17 gennaio 1803, fu elevato al rango di cardinale di San Lorenzo in Lucina.
Nel 1803 fu nominato ambasciatore francese a Roma, avendo come segretario d'ambasciata François-René de Chateaubriand; riuscì a ottenere la fiducia di Pio VII tanto che nel 1804 lo accompagnò in Francia, assieme al cardinale Stefano Borgia per l'incoronazione di Napoleone.

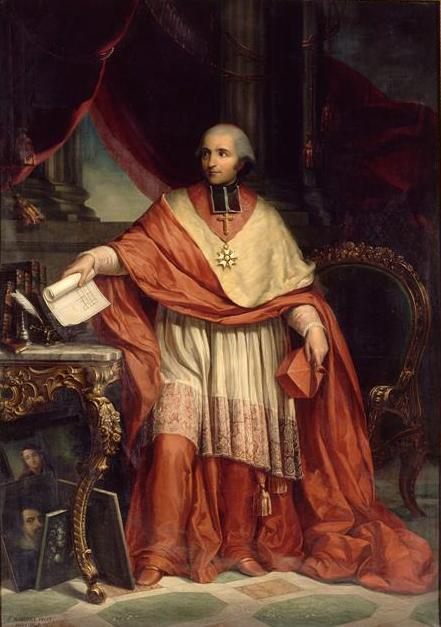
Ritratto del cardinale Fesch: si noti sotto la consolle una serie di quadri, sintomo della passione per l'arte nutrita dal prelato

Divenne, per influenza del nipote, Gran Cappellano dell'Impero di Francia e venne nominato dal medesimo cavaliere di gran croce della Legion d'onore, nonché conte e senatore francese. Il re di Spagna Carlo IV fece di lui un cavaliere del Toson d'oro.
Negli anni successivi la politica ecclesiastica di Napoleone procedette verso lo scontro con la Chiesa cattolica. Il rifiuto di Pio VII di ordinare vescovi solo i candidati scelti da Napoleone spinse quest'ultimo, su consiglio di alcuni teologi francesi, a indire un concilio nazionale, che si aprì Parigi il 17 giugno 1811. Per quanto Fesch sentisse molto forti i legami familiari, si schierò tuttavia con il papa contro il nipote imperatore: Napoleone gli tolse perciò tutti i benefici che gli aveva conferito e Fesch si ritirò a Lione dedicandosi alla cura della diocesi. Tramontata per sempre la stella di Napoleone I nel 1814 fu esiliato in Roma e grazie alla magnanimità di papa Pio VII prese residenza a Palazzo Falconieri in via Giulia, e vi rimase fino alla morte, interessandosi di arte. Fu infatti un appassionato collezionista di dipinti e di carte napoleoniche; ma non solo, perché di lui si ricorda nei documenti dell'epoca, che fu generoso benefattore di orfani, di figli illegittimi, di ragazze poverissime alle quali donava l'abito da sposa e talvolta lasciava qualche piccola dote. Dopo il 1823 l'arcidiocesi di Lione, di cui conservò il titolo, fu governata da Jean-Paul-Gaston de Pins, in qualità di amministratore apostolico.
Fu sepolto dal 1839 al 1859 nella chiesa delle Sorelle della Santissima Croce di Corneto, dal 1859 è sepolto, assieme alla sorella materna Letizia Ramolino e al marito di questa Carlo Bonaparte, nella cripta della cappella imperiale di Ajaccio fatta costruire da Luigi Napoleone, futuro Imperatore dei Francesi col nome di Napoleone III.
Nel palazzo da lui fatto costruire nella natia Ajaccio come "Institut des Arts et des Sciences" furono trasferiti dopo la sua morte parte della collezione di circa 16.000 dipinti che il cardinale aveva raccolto a Roma, e il suo lascito alla città, consistente in circa mille pezzi tra quadri, mobili e arredi liturgici. Fu questo il fondo originale sul quale fu costituito alla fine degli anni 1850 il Museo Fesch.

## Genealogia episcopale e successione apostolica
La genealogia episcopale è:
- Cardinale Scipione Rebiba
- Cardinale Giulio Antonio Santori
- Cardinale Girolamo Bernerio, O.P.
- Arcivescovo Galeazzo Sanvitale
- Cardinale Ludovico Ludovisi
- Cardinale Luigi Caetani
- Cardinale Ulderico Carpegna
- Cardinale Paluzzo Paluzzi Altieri degli Albertoni
- Papa Benedetto XIII
- Papa Benedetto XIV
- Papa Clemente XIII
- Cardinale Giovanni Battista Caprara Montecuccoli
- Cardinale Joseph Fesch

La successione apostolica è:
- Vescovo Nicolas-Marie Fournier de la Contamine (1806)
- Vescovo Gaspard-Jean-André Jauffret (1806)
- Vescovo Fabien-Sébastien Imberties (1806)
- Arcivescovo Etienne-Marie de Boulogne (1809)
- Vescovo Francesco Stracchini (1819)